# Иково
Иково (укр. Ікове) — село, относится к Новопсковскому району Луганской области Украины.
Население по переписи 2001 года составляло 132 человека. Почтовый индекс — 92345. Телефонный код — 6463. Занимает площадь 1,76 км². Код КОАТУУ — 4423384702.

## Местный совет
92342, Луганська обл., Новопсковський р-н, с. Осинове, вул. Леніна, 72  (укр.)